# Paris-Roubaix 1959
Paris-Roubaix 1959 a fost a 57-a ediție a Paris-Roubaix, o cursă clasică de ciclism de o zi din Franța. Evenimentul a avut loc pe 12 aprilie 1959 și s-a desfășurat pe o distanță de 262,5 de kilometri de la Paris până la velodromul din Roubaix. Câștigătorul a fost Noël Foré din Belgia.

## Rezultate
| Loc | Ciclist                | Timp       |
| --- | ---------------------- | ---------- |
| 1   | Noël Foré (BEL)        | 6h 08' 20" |
| 2   | Gilbert Desmet (BEL)   | +0' 00"    |
| 3   | Marcel Janssens (BEL)  | +0' 00"    |
| 4   | Rik Van Looy (BEL)     | +0' 57"    |
| 5   | Tino Sabbadini (FRA)   | +0' 57"    |
| 6   | Alfred De Bruyne (BEL) | +0' 57"    |
| 7   | Frans de Mulder (BEL)  | +0' 57"    |
| 8   | Leon van Daele (BEL)   | +1' 04"    |
| 9   | Frans Aerenhouts (BEL) | +1' 04"    |
| 10  | Raymond Impanis (BEL)  | +1' 04"    |